# Marco Estacio Prisco
Marco Estacio Prisco Licinio Itálico (en latín: Marcus Statius Priscus Licinius Italicus) fue un militar y senador romano que vivió en el siglo II, y desarrolló su cursus honorum bajo los reinados de Adriano, Antonino Pío, y Marco Aurelio. Fue cónsul ordinario en el año 159 junto con Lucio Ticio Plaucio Quintilo, y gobernador de varias provincias, entre ellas la de Britania alrededor del año 161.

## Origen y carrera ecuestre
Posiblemente era oriundo de Dalmacia, donde los nombres Statius y Priscus eran habituales. Perteneció al ordo equester, y comenzó su carrera en el año 132 como Praefectus cohortis de la Cohorte IV Lingonum en Britania. A continuación, según el cursus honorum ecuestre, fue Tribuno militar de la Legio III Gallica enviada a Judea para reprimir la Rebelión de Bar Kojba entre los años 132 y 135. Por su participación en la campaña fue condecorado por el emperador Adriano con un vexillum o estandarte de caballería.
Fue posteriormente tribuno de la legión X Gemina y tribuno de la I Adiutrix, ambas estacionadas en Pannonia Superior, en Vindobona (Viena, Austria) y Aquinqum (Budapest, Hungría), respectivamente. Por último, su carrera militar de caballero culminó como praefectus del Ala Praetoria. Su carrera civil ecuestre posterior empezó como procurador en la provincia Galia Narbonense.

## Promoción al Senado y carrera senatorial
Gracias al favor imperial, fue promocionado por Antonino Pío al Senado y elegido, sucesivamente, Cuestor, Tribuno de la Plebe y Pretor.
Al adquirir el rango pretorio, comandó la Legio XIV Gemina en Pannonia Superior y la Legio XIII Gemina en Dacia. Entre los años 157 y 158 desempeñó el cargo de gobernador de esta última provincia, tras lo que accedió al consulado en el año 159. Finalizado el consulado tuvo a su cargo la supervisión del río Tíber, tanto sus orillas y como las aguas residuales de la ciudad.
Entre los años 160 y 161 fue gobernador de Moesia Inferior.  En ese último año murió el emperador Antonino Pío y Estacio Prisco fue enviado a Britania como gobernador. No se tienen mayores noticias de su gobierno, por demás breve, excepto que habría sido inducido por sus tropas a proclamarse emperador aprovechando las dificultades de Marco Aurelio, a lo que se negó terminantemente.
En el año 162 fue trasladado con urgencia a Capadocia para reemplazar en el mando a Marco Sedacio Severiano, quien había sido derrotado y muerto por Vologases IV de Partia en la desastrosa batalla de Elegeia. Participó de la posterior guerra contra el Imperio Parto, como asesor del coemperador Lucio Vero junto a otros generales de renombre como Gayo Avidio Casio y Publio Marcio Vero, en el curso de la cual tomó la antigua capital de Armenia, Artashat e instala en su trono a un protegido de Roma, Sohaemus de Armenia.
Finalmente Prisco desaparece de los registros históricos poco después de la finalización de la guerra parta, por lo que o murió o se retiró de la vida pública.
Fue considerado un hombre de honor, de gran capacidad tanto en el mando militar y también en el manejo de los asuntos provinciales, en los que alcanzó una extraordinaria experiencia.

## Descendencia
Tuvo una hija, casada con Lucio Fufidio Polión, cónsul ordinario en el año 166. También tuvo hijos, y Marco Estacio Longino, gobernador de Mesia Inferior hacia el año 217, era probablemente uno de sus descendientes. Mucho después de su muerte, su recuerdo todavía fue celebrado en la familia de su biznieta, Fufidia Clementiana.